# Per Sætersdal
Per Sætersdal, född den 18 maj 1964 i Bergen i Norge, är en norsk roddare.
Han tog OS-silver i scullerfyra i samband med de olympiska roddtävlingarna 1992 i Barcelona.